# José Fors
José Alberto Fors Ferro (La Habana; 30 de julio de 1958), es un pintor y cantante mexicano nacido en Cuba. Reconocido principalmente por ser cantante y compositor de las bandas mexicanas de rock Cuca y Forseps.

## Biografía
Nacido en La Habana, Cuba. A los tres años de edad, su familia se muda a Estados Unidos, cambiando de residencia entre Miami, Luisiana y Houston. En 1967 se traslada a México con su familia, a la ciudad de Guadalajara en Jalisco, donde toma clases en una academia de artes visuales para niños. En 1970 se muda a la Ciudad de México tras terminar sus estudios de secundaria y decide estudiar dibujo comercial mientras trabajaba en un café como cantante.

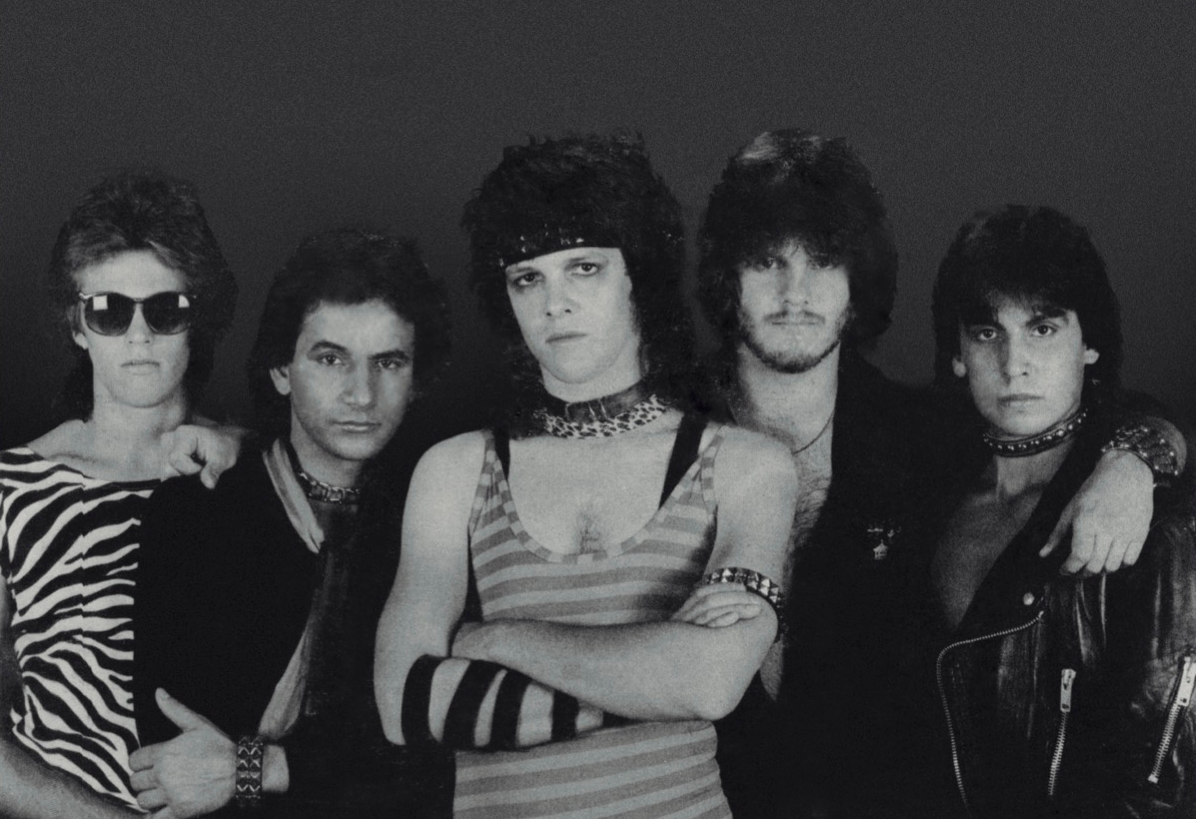
José Fors (al centro) con la banda Mask. (Fecha desconocida. Foto de inicios de la década de 1980).

En 1975 hace una carrera corta de dibujo en una escuela pública de Miami, Florida, y toma clases de dibujo anatómico y comienza a pintar al óleo. En 1980 regresa a Guadalajara, donde comienza a dar clases de dibujo de manera independiente. Durante estos años, Fors se inicia en el ámbito de la música con la banda de rock tapatía Mask (anteriormente llamada Lepra). José Fors fungía como vocalista en la banda, cuyas letras eran en inglés. El grupo no tuvo gran repercusión, y únicamente sacó un álbum titulado The Fox. Más tarde, en 1985, Fors intenta desarrollar un ambicioso proyecto llamado Duda Mata.
En 1989, José Fors funda la agrupación musical Cuca, junto con Carlos Avilez. En la banda invitan a participar a Ignacio González (batería) y Galileo Ochoa (guitarra). Esta agrupación comenzaría a darle fama a Fors a nivel nacional. Aunque en 1995, deja Cuca para iniciar un nuevo proyecto musical llamado Forseps.
En 1996, José Fors se naturaliza mexicano. Un año después, en 1997 decide regresar a Cuca para cerrar juntos el ciclo de vida de la banda. A la fecha aún es parte de la agrupación. En 2009, Fors presenta en Guadalajara la obra Dr. Frankenstein: La Ópera Rock, un musical con ritmos como polka, balada ligera y rock.

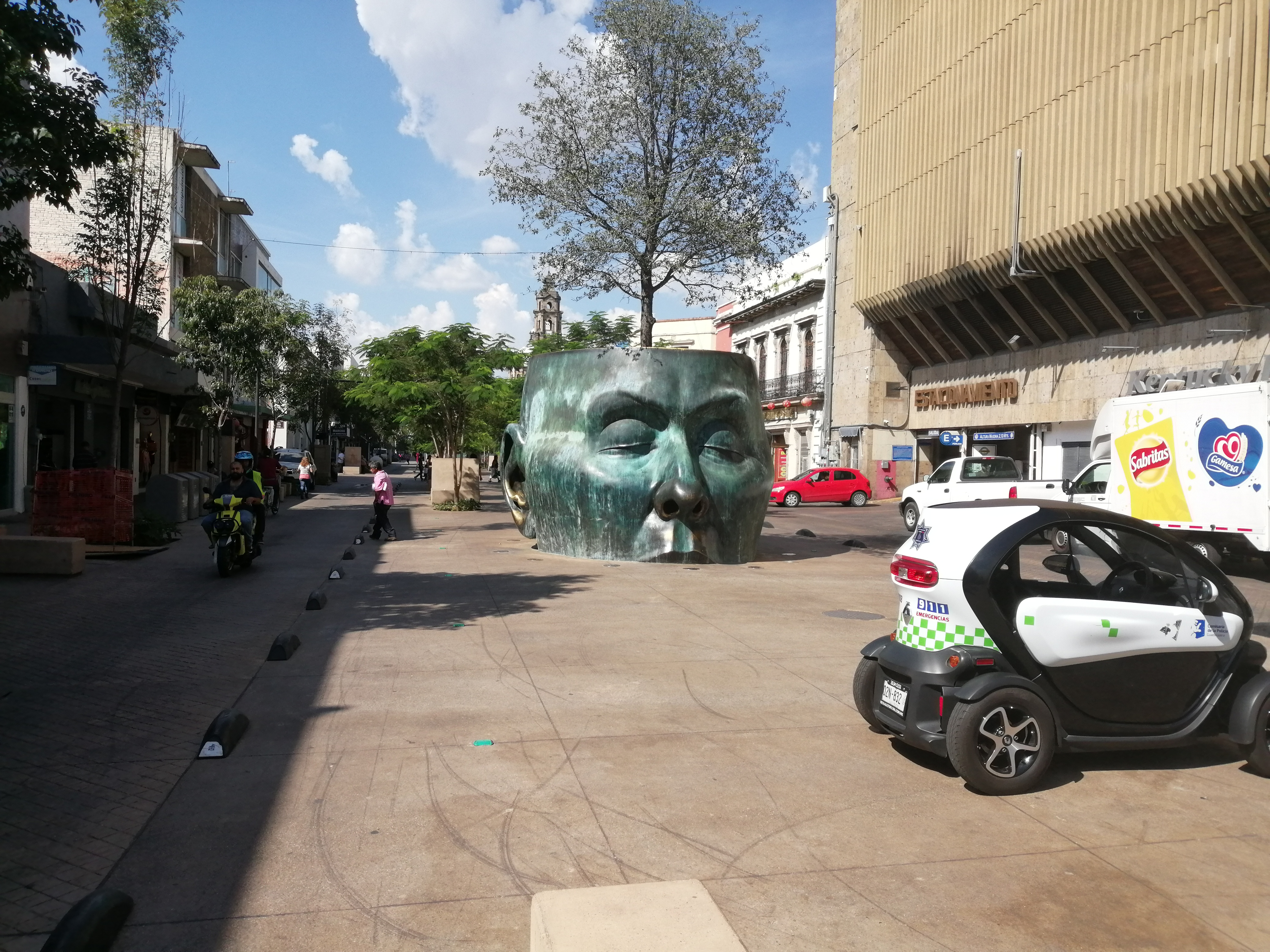
“Árbol Adentro” de José Fors, en Guadalajara

En 2017 fue instalada su escultura «Árbol adentro» en el Paseo Alcalde de la ciudad de Guadalajara. La escultura siendo inspirada en el poema de Octavio Paz: «Creció en mi frente un árbol». Actualmente Fors realiza su obra pictórica cotidianamente en la ciudad de Zapopan, donde vive con su esposa e hijo.
En 2021, Fors aparece en la película mexicana Ni tuyo, ni mía.

## Discografía

### Con Mask
- 1985: The Fox

### Con Duda Mata
- 1987: Duda Mata

### Con Cuca
- 1992: La Invasión de los Blátidos
- 1993: Tu Cuca Madre Ataca de Nuevo
- 1997: El Cuarto de Cuca
- 2004: Viva Cuca
- 2006: Con Pelotas
- 2015: La Venganza de Cucamonga
- 2017: Semen
- 2017: Cuca vive
- 2020: Pornoblattea

### Con Forseps
- 1995: Bebé Mod.01
- 2000: .02
- 2002: 333: El Despertar del Animal
- 2002: En Vivo Un Medio Acústico (En Vivo)
- 2004: IV
- 2008: 5
- 2013: 6 PM
- 2023: FSP7

### Como Solista
- 2009: Dr. Frankenstein: La Ópera Rock
- 2009: Reproducciones Vol 1
- 2014: Orlok, el Vampiro

### Acoplados
- 1996: Culebra 1996 ('La balada' y 'Toma')
- 1997: Silencio = Muerte: Red Hot + Latin ('El son del dolor')
- 2004: Operación Código Rojo ('Señalado y apartado' y 'Todos somos portadores')
- 2004: Tokin Récords Kompilado.2os ('Dulce Violencia')
- 2004: Hellboy Soundtrack ('Hellboy')
- 2005: La Otra Navidad ('Mi regalo de Navidad' y 'Otra Navidad')

## Colaboraciones
Juan Perro y José Fors, Sesiones con Si Son 2013
Víctimas del Dr. Cerebro.
Álbum: "Brujerías" (1995).
Canción: "Paquito".
Panteón Rococó.
Álbum: "Panteón Rococó" (2007).
Canción: "Donde Se Queda".
Zanate y Asociados. 
Álbum: "Réquiem" (2001).
Canciones: "Réquiem", "Libérame Domine" y "Libérame Domine Vox".
Zanate y Asociados.
Álbum: "Magnificat" (2003).
Canción: "Suscepit Israel".
Andrés Haro.
Álbum: "El amor de veras" (2008).
Canción: "El amor de veras".
Los afro brothers. Álbum: "Una vez más" (2013). Canción: "Saldré de fiesta".
Abraham Calleros. Álbum: "Abraham Calleros" (2007). Canción: "Despierto".
Gerardo Enciso. Álbum: "Tarará" (2001). Canción: "Una mirada así".
Garigoles. Álbum: "No esperes por el caos... este llega cada fin de semana" (2003). Canción: "Hammster Muerto".
Sobrio. Álbum: "Entre días e ideas grises" (2014). Canción: "Nada personal".
Cruda mata. Álbum: "Somos iguales porque somos diferentes" (2005). Canción: "Cruda mata".
La high. Álbum: "La High" (2010). Canción: "My Missbeheaving".